# Peggy Kuznik
Peggy Kuznik, citata anche come Peggy Nietgen durante il matrimonio con Dominik Nietgen (Finsterwalde, 12 agosto 1986), è un'ex calciatrice tedesca, di ruolo difensore o centrocampista.

## Carriera

### Club
Kuznik si appassiona al calcio fin da giovanissima, decidendo di tesserarsi con il Blau-Weiß Tröbnitz e giocando nelle sue formazioni giovanili fin dall'età di cinque anni.
Nel 2000, quattordicenne, si trasferisce al Turbine Potsdam, aggregata inizialmente alle sue formazioni giovanili per essere inserita in rosa nella squadra titolare dalla stagione 2002-2003 che disputa la Frauen-Bundesliga, massimo livello del campionato tedesco. Alla sua seconda stagione con la squadra di Potsdam condivide con le compagne il double campionato-Coppa di Germania, ripetendosi per la stagione 2005-2006. Nella sua ultima stagione al Turbine Potsdam conquista il suo ultimo trofeo nazionale, la terza Coppa di Germania, congedandosi con un tabellino personale di 94 presenze e 5 reti realizzate in campionato.
Nell'estate 2008 si trasferisce al Lokomotive Lipsia, restandovi una sola stagione, per lei 21 presenze e 8 reti nel campionato cadetto di 2. Frauen-Bundesliga, per passare durante il successivo calciomercato estivo al Bad Neuenahr, tornado così a disputare il primo livello di Bundesliga.
Resta legata alla società con sede a Bad Neuenahr-Ahrweiler per quattro stagioni, fino al campionato 2012-2013, stagione che a causa di problemi finanziari porterà alla dissoluzione della squadra.

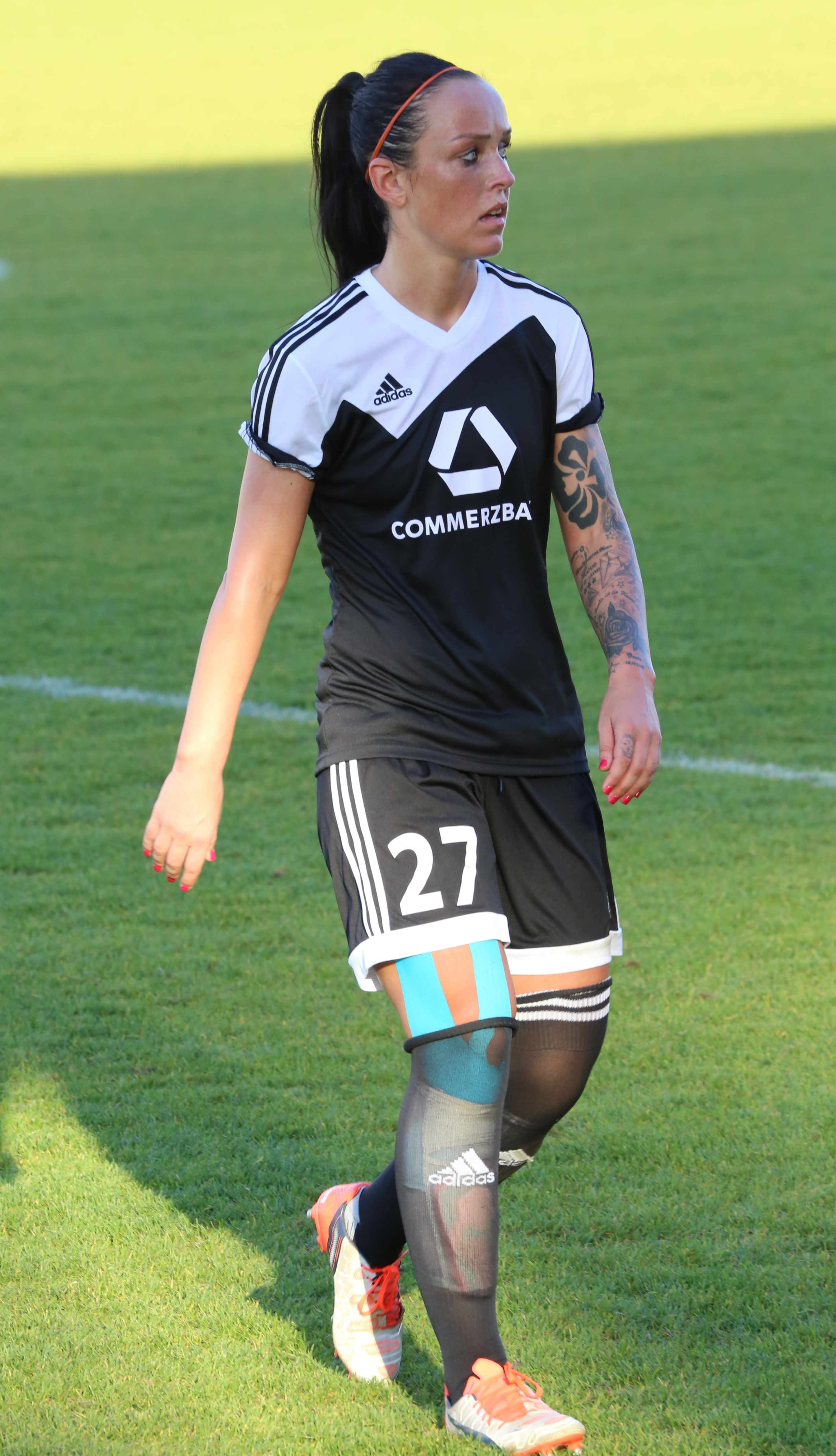
Nietgen con la maglia del nel 2017.

Prima dell'inizio della stagione entrante stipula un contratto biennale con le campionesse in carica del Wolfsburg, tuttavia già il successivo 15 agosto 2013 decide di disdirlo. Dopo lo scioglimento del contratto, dal 23 agosto 2013 è in organico con il 1. FFC Francoforte, dove ritrova il suo ex allenatore Colin Bell. Rimasta con la società di Francoforte sul Meno per quattro stagioni, condividendo con le compagne la conquista della UEFA Women's Champions League 2014-2015, il 16 maggio 2017 ha annunciato che il contratto non sarà rinnovato.
Durante il successivo calciomercato estivo, il 29 giugno 2017 ha sottoscritto con la sua compagna di squadra a Francoforte Anne-Kathrine Kremer, un accordo con il Colonia neopromosso in Frauen-Bundesliga per la prima volta nella sua storia sportiva. Alla sua prima stagione con la nuova squadra condivide con le compagne la difficile stagione che la squadra, incapace di staccarsi dalla parte bassa della classifica, la vede classificarsi all'undicesimo posto in campionato, retrocedendo immediatamente nel campionato cadetto, per ritrovare la promozione al termine del campionato 2018-2019, con la squadra che si classifica al terzo posto dietro a Bayern Monaco II e Wolfsburg II che, in quanto squadre riserva di club già in Frauen-Bundesliga, lasciano l'accesso a Colonia e Jena

### Nazionale
Thomas venne convocata più volte nelle nazionali giovanili Under-17 e  Under-19, conquistando con quest'ultima il titolo di vicecampione d'Europa di categoria a Finlandia 2004 e campione del Mondo a Thailandia 2004.

## Statistiche

### Presenze e reti nei club
Statistiche aggiornate al 30 settembre 2022.
| Stagione                  | Squadra                   | Campionato                | Campionato | Campionato | Coppe nazionali | Coppe nazionali | Coppe nazionali | Coppe internazionali | Coppe internazionali | Coppe internazionali | Altre coppe | Altre coppe | Altre coppe | Totale | Totale |
| Stagione                  | Squadra                   | Comp                      | Pres       | Reti       | Comp            | Pres            | Reti            | Comp                 | Pres                 | Reti                 | Comp        | Pres        | Reti        | Pres   | Reti   |
| ------------------------- | ------------------------- | ------------------------- | ---------- | ---------- | --------------- | --------------- | --------------- | -------------------- | -------------------- | -------------------- | ----------- | ----------- | ----------- | ------ | ------ |
| 2003-2004                 | Turbine Potsdam           | BL                        | 18         | 2          | CG              | 1               | 0               |                      | -                    | -                    |             | -           | -           | 17     | 0      |
| 2004-2005                 | Turbine Potsdam           | BL                        | 11         | 1          | CG              | 0               | 0               |                      | -                    | -                    |             | -           | -           | 17     | 0      |
| 2005-2006                 | Turbine Potsdam           | BL                        | 21         | 2          | CG              | 1               | 0               |                      | -                    | -                    |             | -           | -           | 17     | 0      |
| 2006-2007                 | Turbine Potsdam           | BL                        | 21         | 1          | CG              | 0               | 0               |                      | -                    | -                    |             | -           | -           | 17     | 0      |
| 2007-2008                 | Turbine Potsdam           | BL                        | 2          | 0          | CG              | 0               | 0               |                      | -                    | -                    |             | -           | -           | 17     | 0      |
| Totale Turbine Potsdam    | Totale Turbine Potsdam    | Totale Turbine Potsdam    | 73         | 6          |                 | 2               | 0               |                      | -                    | -                    |             | -           | -           | 75     | 6      |
| 2009-2010                 | Bad Neuenahr              | BL                        | 13         | 1          | CG              | 0               | 0               |                      | -                    | -                    |             | -           | -           | 13     | 1      |
| 2010-2011                 | Bad Neuenahr              | BL                        | 22         | 5          | CG              | 3               | 0               |                      | -                    | -                    |             | -           | -           | 25     | 5      |
| 2011-2012                 | Bad Neuenahr              | BL                        | 22         | 2          | CG              | 3               | 0               |                      | -                    | -                    |             | -           | -           | 25     | 2      |
| 2012-2013                 | Bad Neuenahr              | BL                        | 22         | 1          | CG              | 2               | 0               |                      | -                    | -                    |             | -           | -           | 24     | 1      |
| Totale Bad Neuenahr       | Totale Bad Neuenahr       | Totale Bad Neuenahr       | 79         | 9          |                 | 8               | 0               |                      | -                    | -                    |             | -           | -           | 87     | 9      |
| 2013-2014                 | 1. FFC Francoforte        | BL                        | 22         | 4          | CG              | 5               | 1               |                      | -                    | -                    |             | -           | -           | 27     | 5      |
| 2014-2015                 | 1. FFC Francoforte        | BL                        | 22         | 5          | CG              | 4               | 1               | UWCL                 | 8                    | 0                    |             | -           | -           | 34     | 6      |
| 2015-2016                 | 1. FFC Francoforte        | BL                        | 19         | 0          | CG              | 2               | 0               | UWCL                 | 7                    | 0                    |             | -           | -           | 28     | 0      |
| 2016-2017                 | 1. FFC Francoforte        | BL                        | 11         | 0          | CG              | 2               | 0               |                      | -                    | -                    |             | -           | -           | 13     | 0      |
| Totale 1. FFC Francoforte | Totale 1. FFC Francoforte | Totale 1. FFC Francoforte | 74         | 9          |                 | 13              | 2               |                      | 15                   | 0                    |             | -           | -           | 102    | 11     |
| 2017-2018                 | Colonia                   | BL                        | 22         | 0          | CG              | 3               | 0               |                      | -                    | -                    |             | -           | -           | 25     | 0      |
| 2018-2019                 | Colonia                   | 2BL                       | 24         | 8          | CG              | 1               | 0               |                      | -                    | -                    |             | -           | -           | 25     | 8      |
| 2019-2020                 | Colonia                   | BL                        | 19         | 2          | CG              | 2               | 0               |                      | -                    | -                    |             | -           | -           | 21     | 2      |
| 2020-2021                 | Colonia                   | 2BL                       | 16         | 3          | CG              | 2               | 0               |                      | -                    | -                    |             | -           | -           | 18     | 3      |
| 2021-2022                 | Colonia                   | BL                        | 21         | 1          | CG              | 3               | 3               |                      | -                    | -                    |             | -           | -           | 24     | 4      |
| Totale Colonia            | Totale Colonia            | Totale Colonia            | 102        | 12         |                 | 11              | 3               |                      | -                    | -                    |             | -           | -           | 113    | 15     |
| Totale carriera           | Totale carriera           | Totale carriera           | 328        | 36         |                 | 34              | 5               |                      | 15                   | 0                    |             | -           | -           | 377    | 41     |

## Palmarès

### Club

#### Competizioni nazionali
- Campionato tedesco: 2

Turbine Potsdam: 2003-2004, 2005-2006
- Coppa di Germania: 4

Turbine Potsdam: 2003-2004, 2004-2005, 2005-2006
1. FFC Francoforte: 2013-2014

#### Competizioni internazionali
- UEFA Women's Champions League: 1

1. FFC Francoforte: 2014-2015

### Nazionale
- Campionato mondiale under 19: 1

2004